# Kejsarvinda
Kejsarvinda (Ipomoea nil) är en ört i familjen vindeväxter, ursprungligen från tropiska Amerika. Arten introducerades i Europa  (Frankrike) 1629.
Ettårig klättrande, hårig ört, 2-5 m. Blad runda till äggrunda 4-15 cm långa och 4-14 cm breda, ibland tre- till femflikiga. Blomställningar i bladvecken med 1-5 blommor. Foderblad smalt lansettlika med långt utdragen spets. Kronan 5-6 (-8) cm, trattlik, vanligen blekt till klart blå, med vitt svalg, bleknar till rosa innan de vissnar. Andra färger förekommer bland kulturformer.
Mycket lik purpurvinda, som dock har brett lansettlika foderblad, med kort spets. Purpurvindan har aldrig flikiga blad. 
Förväxlas också med blomman för dagen, som dock saknar hår på stjälkar och blad.

## Sorter
Finns i många olika blomfärger. Blomman kan också vara flikig eller fylld. Bladen kan vara brokiga eller marmorerade. Förädlingen har varit särskil stor i Japan där hundratals sorter tagit fram, med mer eller mindre extrema former.
- 'Blue Silk' - blommor ljust blå med vit kant och vitt svalg.
- 'Chocolate' - ljus chokladlila.
- 'Early Call' - fröserie med blandade färger.
- 'Minibar Rose' - karmosinrosa med vitt svalg.
- 'Mt. Fuji Mix' - klara färger, vitt stjärnmönster, 10-15 cm i diameter.
- 'Scarlet Star' - körsbärsröd med vitt stjärnmönster, 10-12 cm i diameter.
- 'Roman Candy' - körsbärsrosa med vinta kanter och marmorerat bladverk.
- 'Tie Dye' - purpur med oregelbundna vita strimmor, 10-15 cm i diameter.

## Odling
Sås tidigt på våren. Fröna sås direkt i stora krukor eftersom den ogillar omplantering och kan sluta växa. Kräver bästa möjliga ljus och en näringsrik jord som hålls jämnt fuktig. Näring varje vecka. Kan användas som utplanteringsväxt.

## Synonymer
- Convolvulus nil L., 1762
- Ipomoea githaginea A. Rich., 1851
- Ipomoea scabra Forsskål, 1775
- Pharbitis nil (L.) Choisy, 1833

### Webbkällor
- Yoshiaki Yoneda, (1998-2004) Plants and classification of genus Ipomoea